# Площа Катедральна
Площа Катедра́льна — площа в історичному центрі Львова. Розташована між вулицями Галицькою та Театральною і прилучається до площі Ринок.

## Назва
Перша відома назва — вулиця Катедральна — існувала не пізніше 1795 року. У XIX столітті вживали паралельно назви площа Капітульна і площа Катедральна. Назви пов'язані із Латинським катедральним собором, що від часів середньовіччя знаходиться на цій площі та з римо-католицькою капітулою, що діяла при храмі. У радянський час від 1950 року названа ім'ям Рози Люксембурґ. Історичну назву повернуто 1991 року.

## Опис
Площа утворена на місці колишнього кладовища, що знаходилось навколо Кафедрального собору. Кладовище було оточене муром, а від брами сходи вели додолу, оскільки терен кладовища був значно нижчий від сусідньої вулиці Галицької та площі Ринок. Поодинокі гробівці-каплиці утворювали дисперсну забудову. Зі старих гробівців зберігся лише «Гріб Господній» — скульптурна композиція, перенесена нині під стіни собору. Збереглась також каплиця-усипальниця родини Боїмів, котра однак влилась у нинішню лінійну забудову (до південного фасаду прибудовано житловий будинок). Західна лінія забудови утворена непарною стороною вулиці Театральної (будинки № 5, 7, 9). Від вулиці Беринди і до Ринку через площу проходить двостороння трамвайна лінія.

## Будівлі
Латинський катедральний собор
Один із найдавніших збережених донині львівських храмів. Точна дата початку будівництва невідома. Більшість дослідників сходилась на думці, що це були 1350-ті—1360-ті роки. 1429 року при катедрі заснована капітула, котра зокрема наглядала за будівництвом. Датою закінчення спорудження традиційно вважають 1493—1494 роки, коли було засклеплено хори і захристію. Храм сильно пошкоджено пожежею 1527 року і до 1550 повністю відбудовано та наново оздоблено. З ініціативи архієпископа Вацлава Героніма Сєраковського та під керівництвом архітектора Петра Полейовського у 1765—1776 роках було проведено реконструкцію, під час якої храм набув барокових рис, хоч готична структура збереглась. Давно заплановану другу вежу добудувати так і не вдалось. Тоді ж Станіславом Строїнським виконано високомистецькі внутрішні розписи. Наприкінці XIX століття розпочато нову реконструкцію із метою повернути храмові початковий готичний вигляд. На практиці ж храм втратив багато автентичних рис суворої галицької середньовічної архітектури, котрі були замінені модними на той час неоготичними деталями. В той же час змонтовано коштовні вітражі. Реконструкція тривала довго і 1905 року цісарська комісія з реставрації призупинила роботи, не прийнявши проект ґрунтовної перебудови нави. За своєю структурою собор є тринавною готичною базилікою із видовженим презбітерієм. Головний фасад утворений двома брилами веж, одна з яких недобудована. Головний вхід акцентований передсінком. Між контрфорсами нав влаштовано різні за стилем і часом побудови каплиці. З обидвох боків презбітерія прибудовані захристії. Нині собор є головним храмом Львівської архідієцезії Римо-Католицької Церкви.

Пам'ятка архітектури національного значення № 316/0

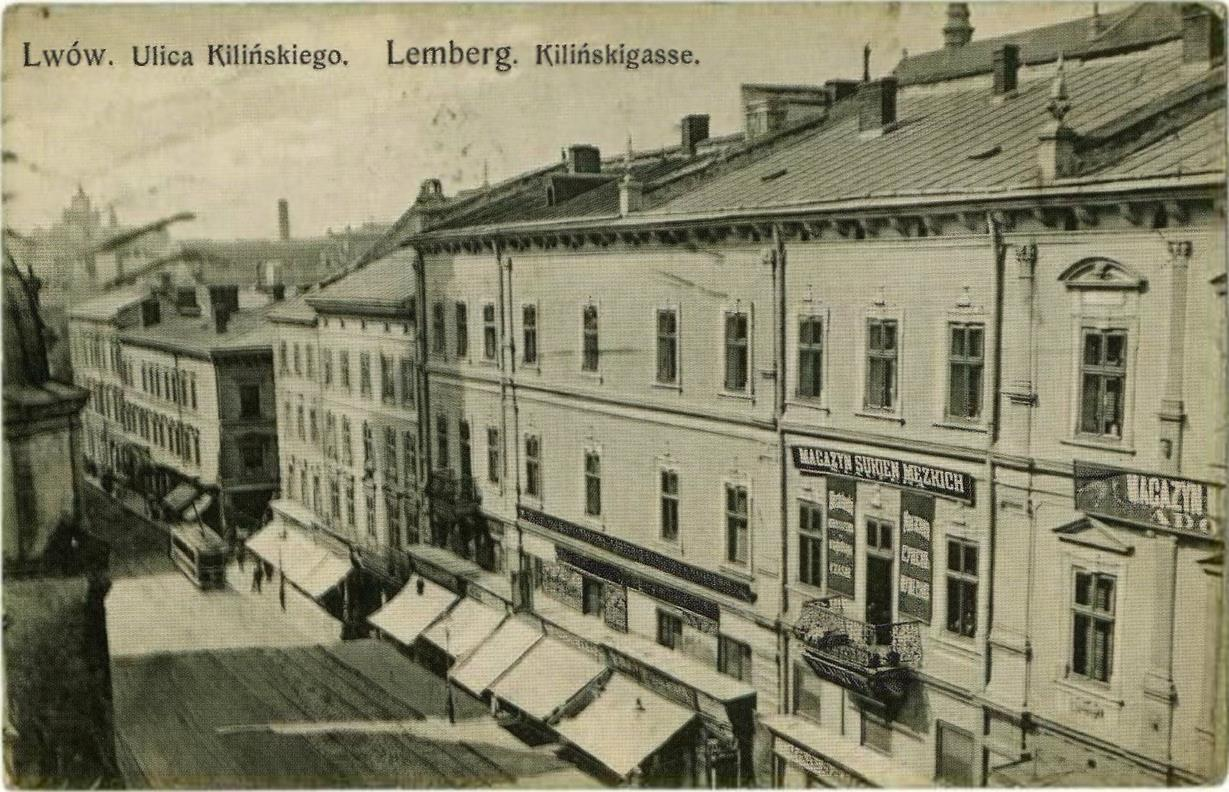
Будинок №2 (вдалині) та №3 (праворуч)

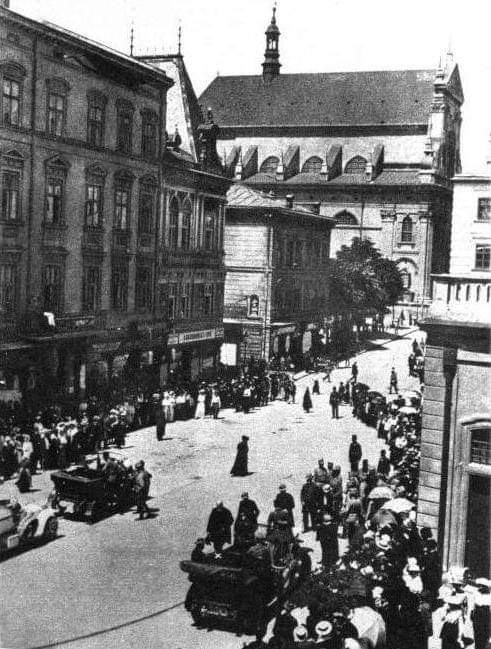
площа

Каплиця Боїмів
Пам'ятка ренесансної архітектури з елементами маньєризму. Як і кафедральний собор, має № 1 на площі. Збудована у 1609—1611 роках для родини купця і львівського патриція Георгія Боїма. Протягом 1611—1615 років рясним маньєристичним скульптурним декором оздоблено головний (західний) фасад зі сторони площі та інтер'єр. Горельєфи фасаду відображають тему «Страстей», котра логічно продовжується вже в інтер'єрі в композиціях вівтаря. Всередині також міститься епітафія зятя Боїмів Зигмунта Бреслера із портретом та скульптурна композиція «Пієта». Купол зсередини почленований кесонами, у які вміщено зображення пророків, алегоричні постаті. Архітектором каплиці ймовірно виступав Андреас Бемер. Автори скульптурного оздоблення — Ян Пфістер і Ганс Шольц. За будовою каплиця являє собою куб, на якому розміщено короткий восьмерик із куполом. До окремо стоячої каплиці згодом було прибудовано житловий будинок (№ 4 «Капітульна кам'яниця»). На тильному фасаді, що виходить до вулиці Галицької, уміщено фрескові портрети Георгія і Ядвіги Боїмів. У каплиці поховано 14 членів родини Боїмів. Після Другої світової війни каплицю закрито, а 1969 року передано Львівській картинній галереї, котра після реставрації відкрила каплицю для відвідувачів.

Пам'ятка архітектури національного значення № 316
№ 2. Кам'яниця «Під левом» — житловий будинок, збудований у XVIII столітті. На другому ярусі фасаду над вікном замість сандрика уміщено скульптуру лева. За припущенням мистецтвознавця Юрія Бірюльова її міг виконати Павло Евтельє під час реконструкції 1844 року. На першому поверсі свого часу розміщувалась крамниця тканин Ігнатія Дрекслера — батька львівської скульпторки Люни Амалії та відомого урбаніста Ігнатія Тадеуша. У 1908—1909 роках на другому поверсі діяло Львівське фотографічне товариство.

Пам'ятка архітектури національного значення № 1246
№ 3. Кам'яниця дармухівська — житловий будинок, збудований у XVIII столітті. Реконструйований 1889 року за проєктом Міхала Фехтера.
 За Польщі перший поверх займали магазини колоніальних товарів «Індра», модних та галантерейних товарів Прухніка, а також ремонтна майстерня парасольок Кесслера. За радянських часів — міжобласна база «Союзоптгалантерея», меблевий та трикотажний магазини, ремонт взуття, пізніше взуттєве ательє «Башмачки». А до кінця 1990-х років з площі Катедральної № 3 був вхід до так званої «Булочки». Так в народі називали найбільший у місті хлібний магазин, хоча офіційною адресою магазину була пл. Ринок, 23.
Пам'ятка архітектури національного значення № 1250
№ 5. Кам'яниця капітульна — будівля Г-подібна в плані, має також фасад від вулиці Галицької, де має № 4 (друга адреса). Назва походить від того, що належала римо-католицькій капітулі. Збудована у 1778—1780 роках за проєктом Антона Косинського на місці давнішої. Знаходиться разом із вищезгаданою каплицею Боїмів в одній лінії забудови. За винятком вітрин, кам'яниця зберегла незмінними характерні риси архітектури кінця XVIII століття У 1850-х роках тут розміщувалась 4-класна польськомовна філія II гімназії. Згодом перетворена на самостійну III гімназію і перенесена на вулицю Бляхарську, 13 (тепер вул. Федорова, 13).

Пам'ятка архітектури національного значення № 1247
№ 6. Кам'яниця академічна.

Пам'ятка архітектури національного значення № 1248
№ 7. Будинок латинського архієпископа — триповерховий класицистичний, збудований у 1789—1792 роках. Наприкінці XIX століття тут працювало архітектурно-будівельне бюро Івана Левинського. 1888 року дім реконструйовано. Разом із цим на фасаді від вулиці Театральної встановлено чотири погруддя польських королів скульптора Віктора Заккі.

Пам'ятка архітектури національного значення № 1249
№ 8 — житловий будинок споруджений у 1789—1792 роках у стилі класицизму. З кінця XVIII століття будинок перебував у власності капітули. У міжвоєнний період у житловому будинку відкрили культурне співтовариство «Бібліотека релігійна», а згодом в будівлі відкрили ательє дамських капелюшків Ванди Карпинської.

Світлини вуличної забудови
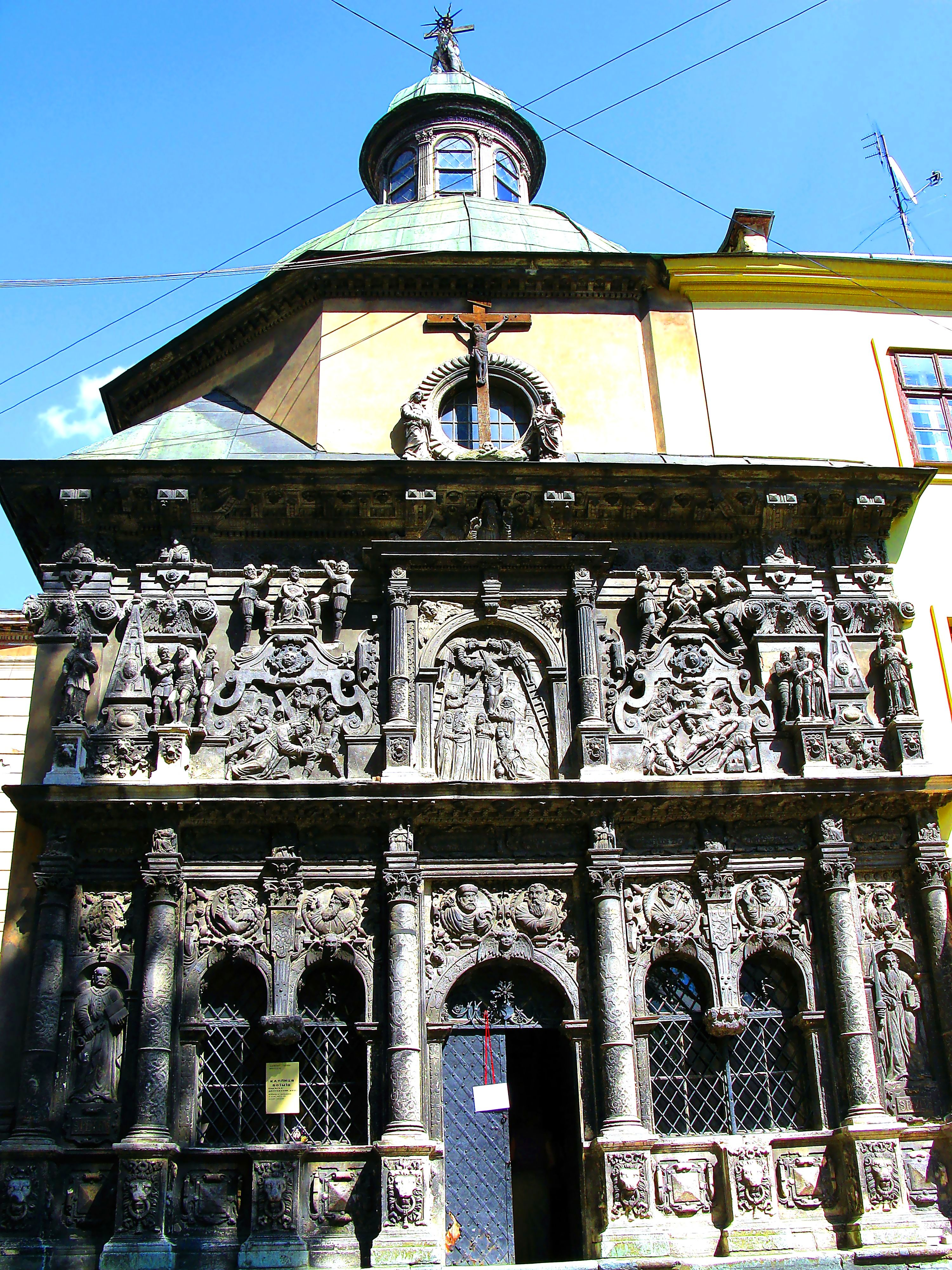
Каплиця Боїмів — єдина споруда західної сторони площі
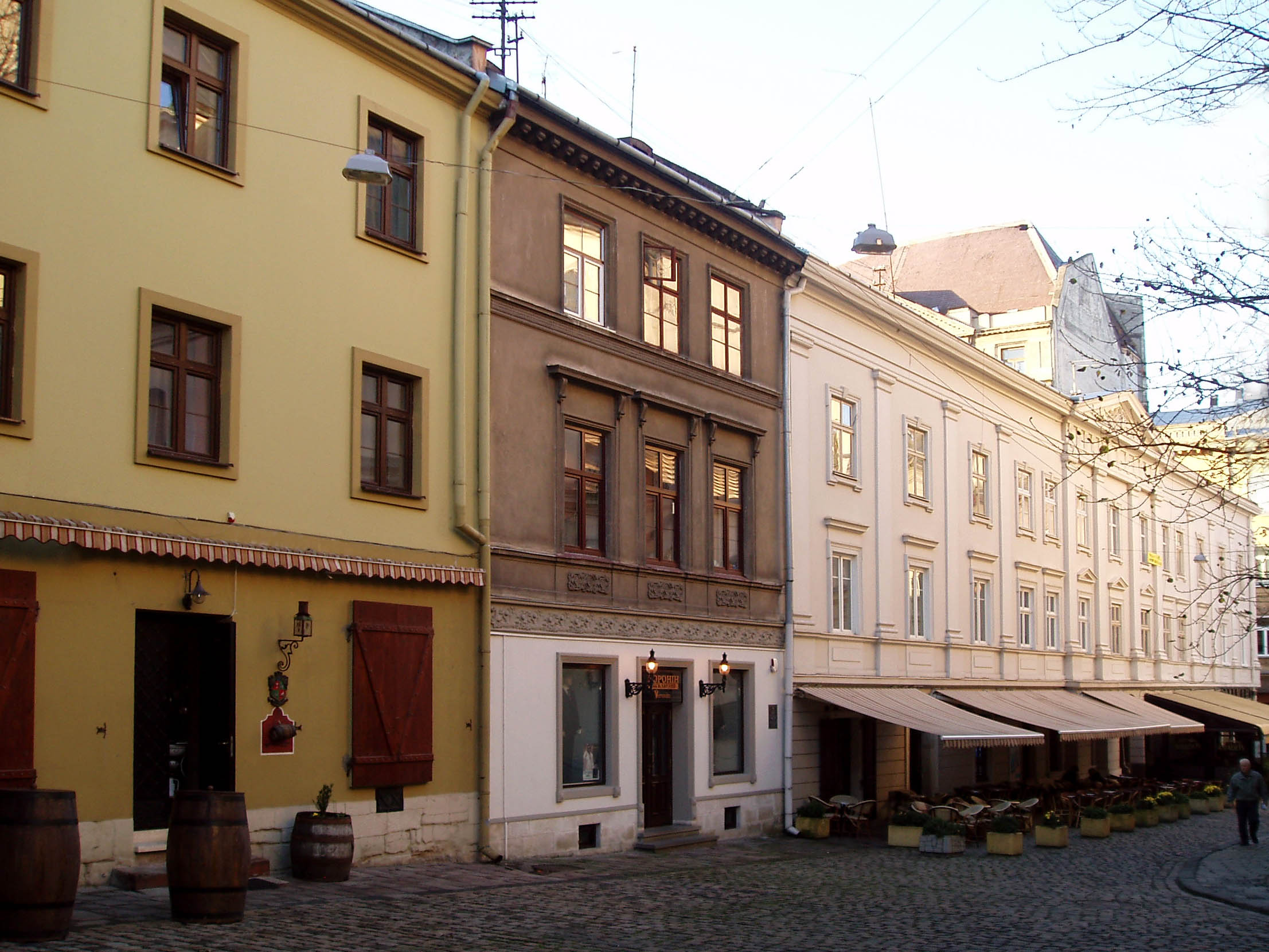
Південна сторона площі. Нинішній і два колишні будинки римо-католицької капітули
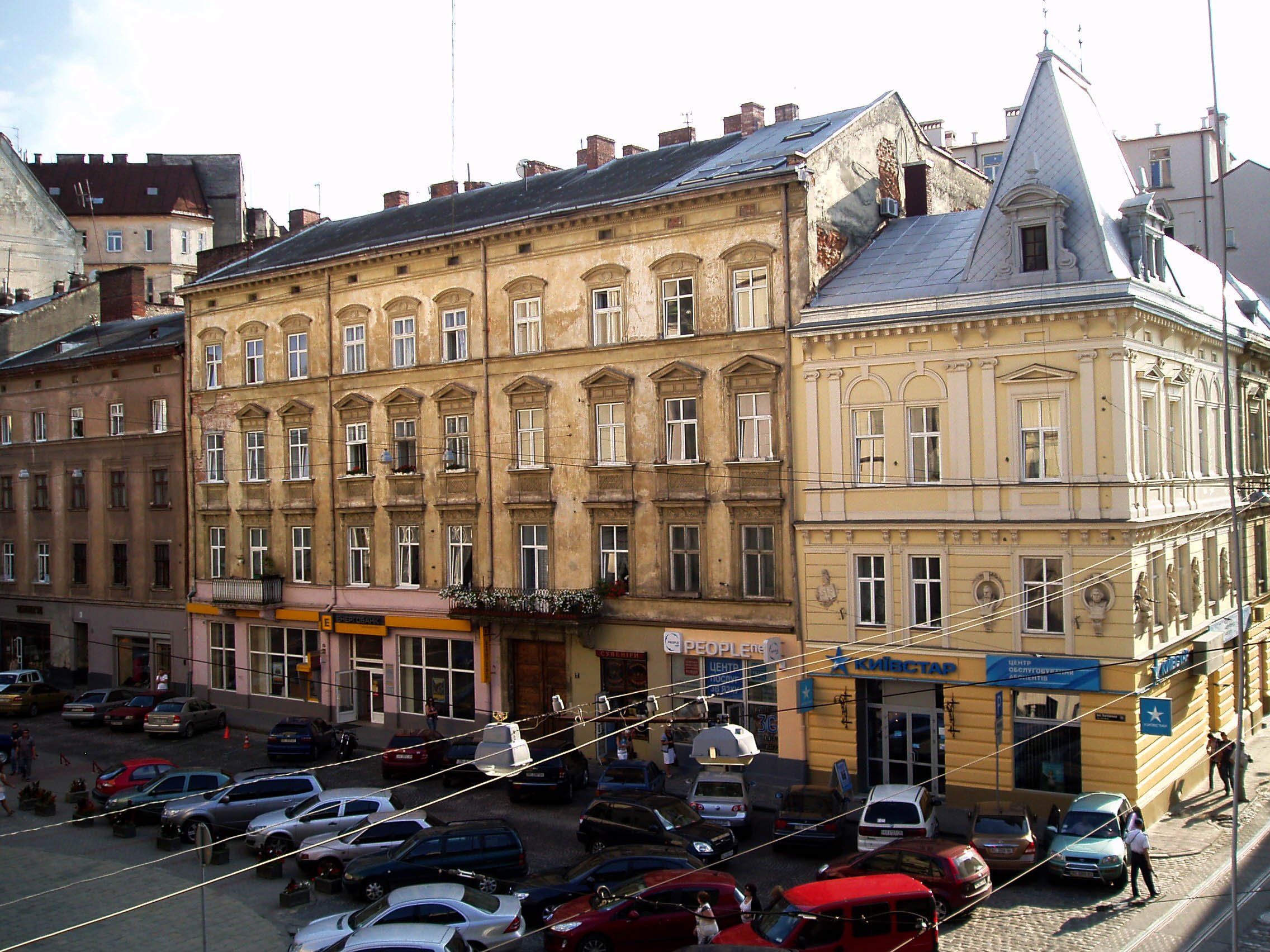
Західна сторона площі. Будинки вулиці Театральної
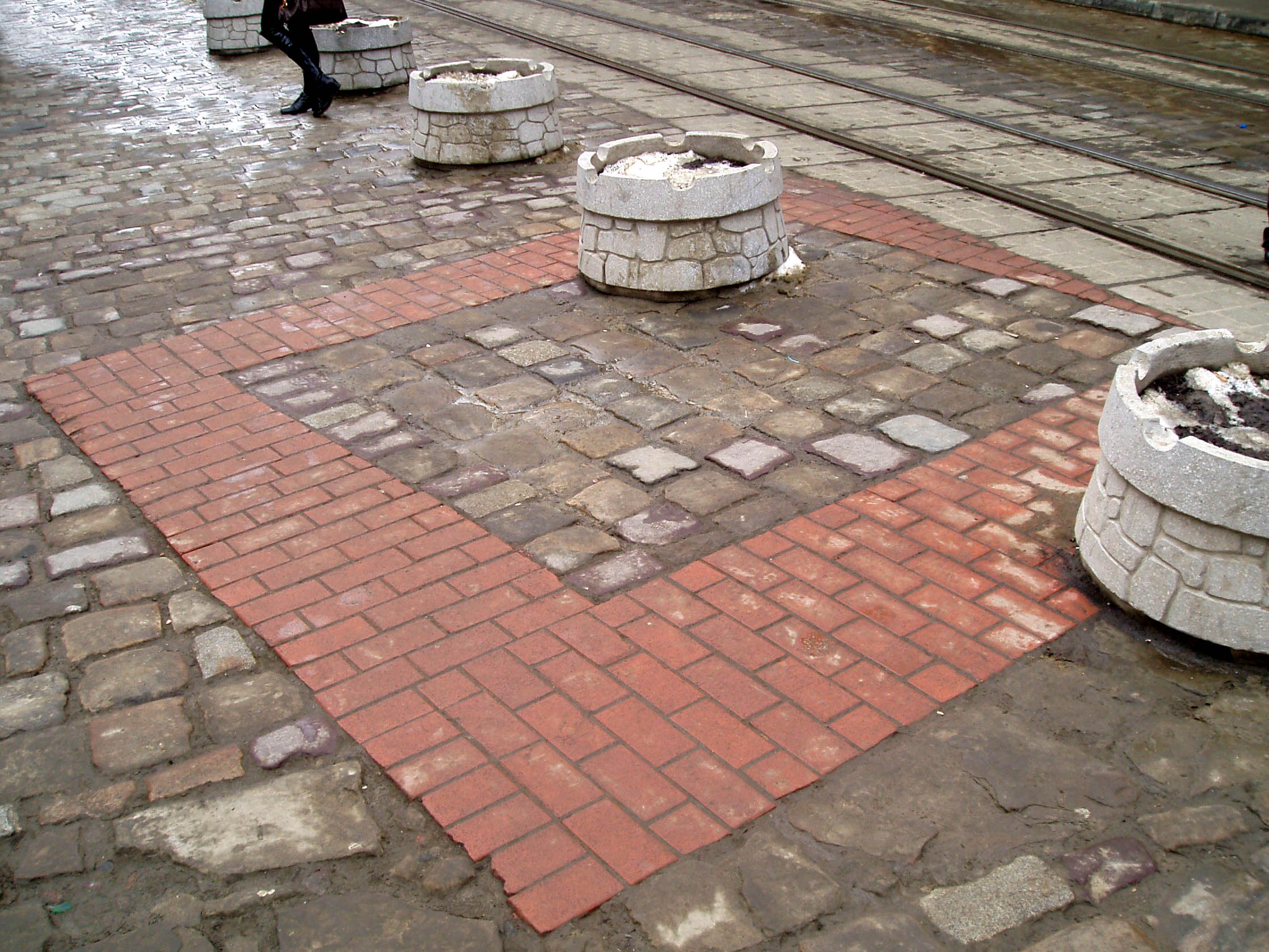
Протрасовані залишки віднайдених фундаментів каплиці

## Археологічні дослідження
У 1910-х роках, під час ремонту каналізації виявлено фрагменти людських кістяків, ідентифіковані як такі, що належали львівському патриціату. Знахідку передано у Відділ антропології Львівського університету.
2006 року в північно-західній частині площі, під час ремонтних робіт по заміні дорожнього покриття, археологами виявлено залишки фундаменту і муру готичної каплиці. Збереглась частина стіни і два кути із характерно перев'язаною готичною цеглою (спосіб мурування вказує на XIV—XV століття). Долівка знаходиться на глибині 3,5 м від сучасного рівня площі. Відкрито також залишки інших неідентифікованих споруд, фрагменти готичного дерев'яного мощення.

## Меморіальні, пам'ятні таблиці
- 11 вересня 2021 року архієпископ-митрополит Львівський Мечислав Мокшицький спільно з єпископом Броніславом Бернацьким та єпископом Мар'яном Бучком поблагословили пам'ятну таблицю кардинала Мар'яна Яворського, встановлену у каплиці Христа Милосердного у латинському катедральному соборі Львова[19].